# Beschleunigungs-Logger
Ein Beschleunigungs-Logger ist ein Messgerät, das Stöße oder Vibrationen über einen bestimmten Zeitraum autonom aufzeichnet. Die Stoß- und Vibrationsdaten lassen sich nach dem Aufzeichnen abrufen, anschauen und auswerten.

## Funktion

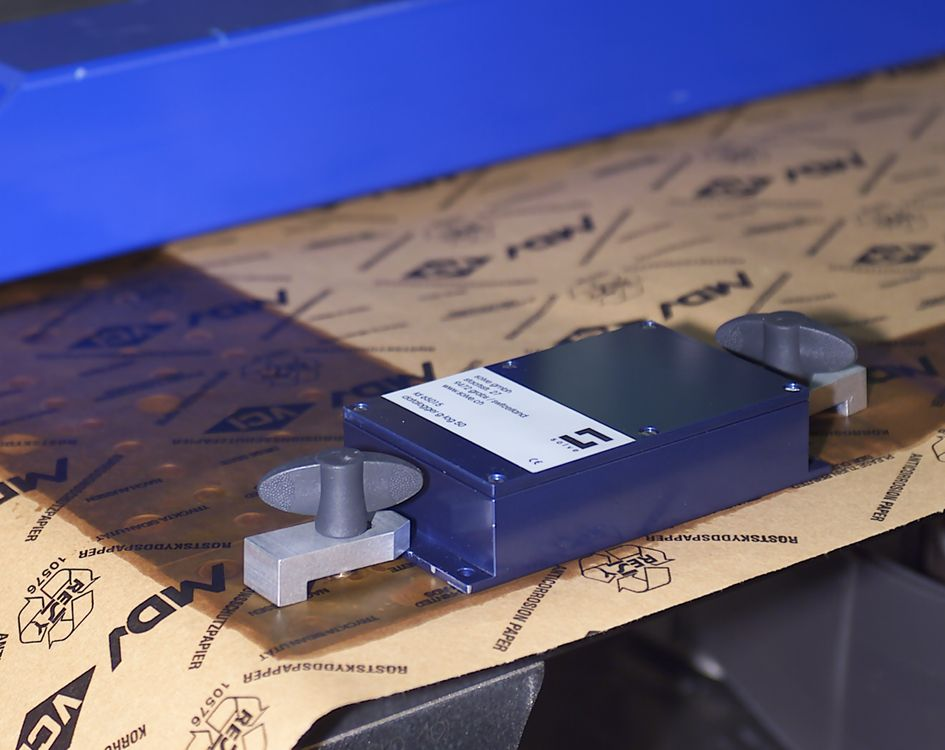
Transportüberwachung mit einem Beschleunigungs-Logger

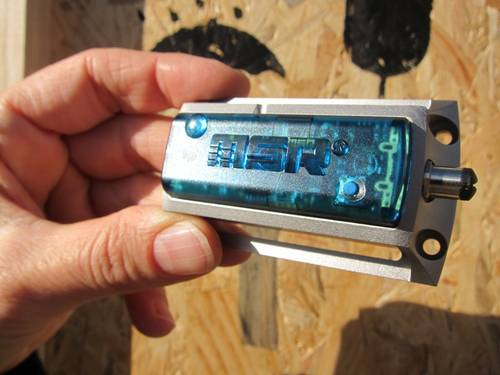
Mini Logger mit integriertem Beschleunigungssensor zur Transportüberwachung

Ein Beschleunigungs-Logger besteht aus Beschleunigungssensoren, einem Speichermedium, Prozessor und einer Stromversorgung. Die Sensoren messen Daten, das heißt Stöße oder Vibrationen. Der Prozessor verarbeitet die Messdaten und speichert sie mit den zugehörigen Messzeiten auf dem Speichermedium ab. Dadurch lassen sich die Messdaten nach der Messung abrufen, entweder direkt am Logger oder über eine Schnittstelle an einem Computer. Software stellt die Messdaten in Tabellen oder Diagrammen dar und bietet Funktionen, um die Messdaten auszuwerten. Eine gängige Auswertemethode ist das Beschleunigungs-Zeit-Diagramm mit DBC.
Die Stoß- und Vibrationsdaten werden entweder kontinuierlich über einen definierten Zeitraum oder basierend auf Ereignissen erfasst, die gewisse Kriterien erfüllen. Mit einer ereignisbasierten Messung lassen sich gezielt Stöße aufzeichnen, die eine kritische Zeitdauer oder Stärke überschreiten.
Beschleunigungs-Logger verwenden nichtflüchtige Speichermedien, um die Messdaten zu speichern. Das sind zum Beispiel Festplatten oder EEPROMs. Sie benötigen keinen Strom zur Datenaufbewahrung. Deshalb bleiben die Messdaten erhalten, auch wenn die Stromversorgung ausfällt.

## Anwendung
Beschleunigungs-Logger werden unter anderem verwendet, um:
- Empfindliche und wertvolle Güter auf Transporten oder im Lagerumschlag zu überwachen.
- Beschleunigungen in Kraftfahrzeugen zu messen, zum Beispiel für die Rekonstruktion von Verkehrsunfällen.
- Maschinen im produktiven Einsatz zu überwachen, die empfindlich auf Stöße oder Vibrationen reagieren.
- Belastungen für Menschen bei der Fahrt mit Achterbahnen zu ermitteln.
- Beschleunigungen für Gegenstände auf Förderbändern zu bestimmen.

### Transportüberwachung
Beschleunigungs-Logger können den Transport von empfindlichen und gefährlichen Gütern überwachen. Dazu werden sie beim Transport fest mit den Gütern verbunden und zeichnen einwirkende Stöße oder Vibrationen auf. Die Messdaten offenbaren, ob die transportierten Güter einem Schadensrisiko ausgesetzt wurden oder wann und wodurch ein Schaden entstand. Außerdem lassen sich basierend auf den Messdaten Transportwege, Transportmittel und Transportverpackungen optimieren.
In der Transportüberwachung existiert für Beschleunigungs-Logger die Europäische Norm EN 15433-6. Normkonforme Logger garantieren definierte Funktionen, Gebrauchstauglichkeit und Sicherheit.